# Margaret Hodgen
Margaret Trabue Hodgen (1890 - 22 janvier 1977) est une sociologue et autrice américaine. Elle enseigne la sociologie à l'Université de Californie à Berkeley.

## Études et carrière
Née à Woodland en Californie, elle obtient sa licence (bachelor of Letters) en 1913 et son doctorat en sciences économiques en 1925 auprès de l'Université de Californie à Berkeley.
Margaret Hodgen termine sa thèse de doctorat, Workers' Education in England and the United States (« L'éducation ouvrière en Angleterre et aux États-Unis ») en 1925.
En 1924, elle assiste le professeur Frederick J. Teggart au département des institutions sociales de son alma matter, l'Université de Californie à Berkeley, et devient plus tard chargée de cours. En 1937, elle devient directrice du département et occupe cette position jusqu'en 1946.
À la suite de son refus de signer le serment de loyauté exigé des universitaires californiens à la fin des années 1940, préfigurant le Levering Act de 1951, Margaret Hodgen se voit renvoyée de l'université,. Malgré l'ordonnance prononcée par la Cour suprême de Californie en 1952 qui invalide le licenciement des enseignants, Margaret Hodgen décide de ne pas réintégrer l'université et prend officiellement sa retraite en 1955.

## Décès
Margaret Trabue Hodgen décède le 22 janvier 1977 à l'âge de 87 ans. Dans son message d'hommage de 1978, l'université de Californie publie : « Deux jours avant sa disparition dans sa quatre-vingt-septième année, elle était encore en train de travailler à la bibliothèque Henry E. Huntington, à San Marino, où elle avait passé un grand nombre d'années après son départ en retraite. ».

## Écrits
Ses premiers écrits montrent un fort intérêt pour des sujets tels que les femmes, le travail et les théories ethniques ; ses principaux sujets d'étude sont l'histoire des idées, la diffusion culturelle et la comparaison de différentes perspectives sur l'histoire.
Elle est l'autrice du très influent Doctrine of the Survivals, publié pour la première fois sous forme de livre en 1936, mais initialement lancé dans la revue American Anthropology en 1931.

## Ouvrages
- Workers' education in England & the United States, Londres, K. Paul, Trench, Trubner & Co. 1925.
- Change and history: a study of the dated distributions of technological innovations in England, New York, Johnson 1952.
- Early Anthropology in the Sixteenth and Seventeenth Centuries, Philadelphie (Pennsylvanie), University of Pennsylvania Press 1964.
- Anthropology, history, and cultural change, Tucson, University of Arizona Press 1974.